# Вилфрид Војнич
Михал Хабданк-Војњич (пољ. Michał Habdank-Wojnicz) или Михаил „Виљфред” Леонардович Војнич (рус. Михаи́л «Вильфред» Леона́рдович Во́йнич), познатији као Мајкл Вилфрид Војнич (енгл. Michael Wilfrid Voynich; Телшјај, 12. новембар [31. октобар по СК] 1865 — Њујорк Сити, 19. март 1930), био је пољски револуционар, антиквар, библиофил и историчар. Војнич је водио једно од највећих предузећа за набавку ретких књига на свету, али најбоље је запамћен по томе што је епоним Војничевог рукописа.

## Живот
Михал Хабданк-Војњич рођен је у Телшјају (пољ. Telsze пре 1918. године; литв. Telšiai после 1918. године), граду који је био смештен у некадашњој Ковенској губернији која је припадала Руској Империји (данас се Телшјај налази у Литванији). Део његовог презимена Хабданк је име пољског хералдичког клана од. грба. Одрастао је у литванско-пољској племићкој породици, а био је син пољског ситног званичника (титуларни саветник по табели рангова).
Похађао је gimnazjum / liceum (гимназију, средњу школу) у Сувалкију, граду у североисточној Пољској (Војводство подласко), а потом је студирао на универзитетима у Варшави, Санкт Петербургу и Москви. Дипломирао је хемију на Универзитету у Москви и постао лиценцирани фармацеут.
Године 1885, Војнич се у Варшави придружио организацији Лудвига Варинског под именом Пролетаријат, која је била за револуцију. 1886. године, после неуспелог покушаја да ослободи другове-заверенике Пјотра Бардовског (1846—1886) и Станислава Куницког који су били осуђени на смрт и држани у Варшавској цитадели, Војнич је био ухапшен од стране руске полиције. 1887. године је послат на робију у систему каторге (претеча система гулага) у село Тунку код Иркутска (административни и општински рејон Тункински, Република Бурјатија, Русија).
Док је био у Сибиру, Војнич је научио да говори осамнаест различитих језика.
Године 1890, успео је да побегне из Сибира и дође у Пекинг, те на путу при повратку у Европу — путујући западно прође кроз Хамбург и октобра 1890. стигне у Лондон.
Под лажним именом Иван Келчевски (пољ. Ivan Kel'chevskii) помогао је Сергеју Михајловичу Степнијаку-Кравчинском, другу-револуционару, да у Лондону пронађе Друштво другова руске слободе (енгл. Society of Friends of Russian Freedom, рус. Общество друзей русской свободы) — организацију америчких и британских политичких активиста и реформатора који су подржали покрет руске опозиције против царске самоуправе односно аутократије/монократије (енгл. tsarist autocracy/monocracy, рус. царское самодержа́вие/единодержа́вие), крајем 19. и почетком 20. века. Након Степнијакове смрти у несрећи на железничком прелазу 1895. године, Војнич је престао са револуционарском активношћу.
Војнич је постао продавач антикних књига око 1897. године, на савет Ричарда Гарнета — кустоса у Британском музеју. Године 1898. отворио је књижару у кварту Сохо у Лондону. Био је посебно сретан у налажењу књига, укључујући Малермијеву Библију до које је дошао 1902. у Италији.
Године 1902. године жени пријатељицу, бившу револуционарку Етел Лилијан Бул, ћерку британског математичара Џорџа Була са којим је био повезан од 1890. године. Војнич је званично постао Британац натурализацијом, 25. априла 1904. године, а као ново и легално име узео је име Вилфрид Мајкл Војнич (енгл. Wilfrid Michael Voynich).
Вилфрид Мајкл Војнич је отворио још једну књижару, 1914. године у Њујорк Ситију. Постао је дубоко укључен и везан за трговину антикварским књигама, а написао је и одређен број каталога и других текстова везаних за сличне теме.
Другу књижару је отворио 1914. године у Њујорку. По избијању Првог светског рата, Војнич је све више остајао у Њујорку. Постао је веома укључен у трговину литерарним антиквитетима, те је написао доста каталога и других текстова на ову тему.
Своју лондонску књижару је преселио 1917. године у Пикадили 175.
Војнич је умро у Њујорку, 19. марта 1930. године.

## Војничев рукопис
Најпознатији „антиквитет” који је Војнич имао у свом поседу био је мистериозни рукопис за који је он тврдио да је у његове руке дошао 1912. године у Вили Мондрагоне (Фраскати, Италија), великој државној палати у близини Рима. Војнич је рукопис први пут јавности представио 1915. године, а био је његов власник све до своје смрти.